# 伍經衡
伍經衡（英語：Richard Eng King-hang，1964年2月25日—），香港補習名師，為香港女藝人伍詠薇之兄長，亦是大型補習社遵理學校創辦人之一。

## 背景

### 成長與學習
伍經衡於香港島堅尼地城公共屋邨觀龍樓長大，家有一弟一妹，其妹是1989年亞洲電視出道的伍詠薇。他在1969年畢業於觀龍書院幼稚園，就讀小學時的英文科成績差（讀小六時在全班42人中考第41名），直至升上初中後遇到良師才不斷進步。他在赤柱聖士提反書院完成香港中學會考及預科課程。後於1989年畢業於香港中文大學市場學系（聯合書院），在學期間因為要完成通識教育科的作業而延遲了一年時間畢業。
從事教育事業前，他在大學一年級的暑假期間在航運公司當文員，負責在電腦輸入物流資料、又在快餐店侍應和於法資酒店任職服務員，也曾在律師樓送文件。之後在就讀大學二年級時曾在成衣貿易公司當打字員。

### 教育工作
伍經衡任教英文科逾25年，1980年代末曾任教於東華三院盧幹庭紀念中學，在2003年成為首個以巴士車身為其補習社賣平面廣告的補習界導師。另外，伍經衡又是首位接受國際雜誌《ASIAWEEK》及國際電視台CNN訪問的華人補習導師。其表妹梁賀琪亦是遵理學校創辦人兼英文導師。除英語外，他亦通曉法文，懂得意大利文和西班牙文。2009年，他曾榮獲「中國品牌建設十大傑出企業家」稱號。
伍經衡於2011年開始修讀香港大學應用語言系碩士課程（已於2013年修畢），其畢業論文題為〈An Investigation Into Local Senior Secondary Students' Competence In English Vocabulary Knowledge〉。
伍經衡於2019年開始修讀香港大學教博士，並已於2024年畢業，獲得香港大學教育博士。
教學之餘，伍經衡撰寫了多本有關英語及法文的參考書和舉辦法文班教授法文。他是經濟日報英文科專欄作者，也在新城電台《精英A班》中擔任主持。2014年11月14日，伍經衡發表題為「追求平淡告別香港另覓人生方向」的補習界退出宣言。據其表妹梁賀琪指出，伍經衡決定退出原因是因女兒伍雅愉於2015年到美國升學。由於不想一家人分隔兩地，遂決定舉家前往美國。而伍經衡已於2013年放下自己的教育事業，準備補習社接班工作。此外，他也發現自己「性本愛幽山」，而且非常享受與女兒一起學習的時光。是故決定放低教育工作，投入社會義工服務。
於2019年5月，遵理學校網頁出現伍經衡的簡介及章程，指出他已回歸遵理學校，並任教IELTS國際英語測試系統課程。

## 個人生活

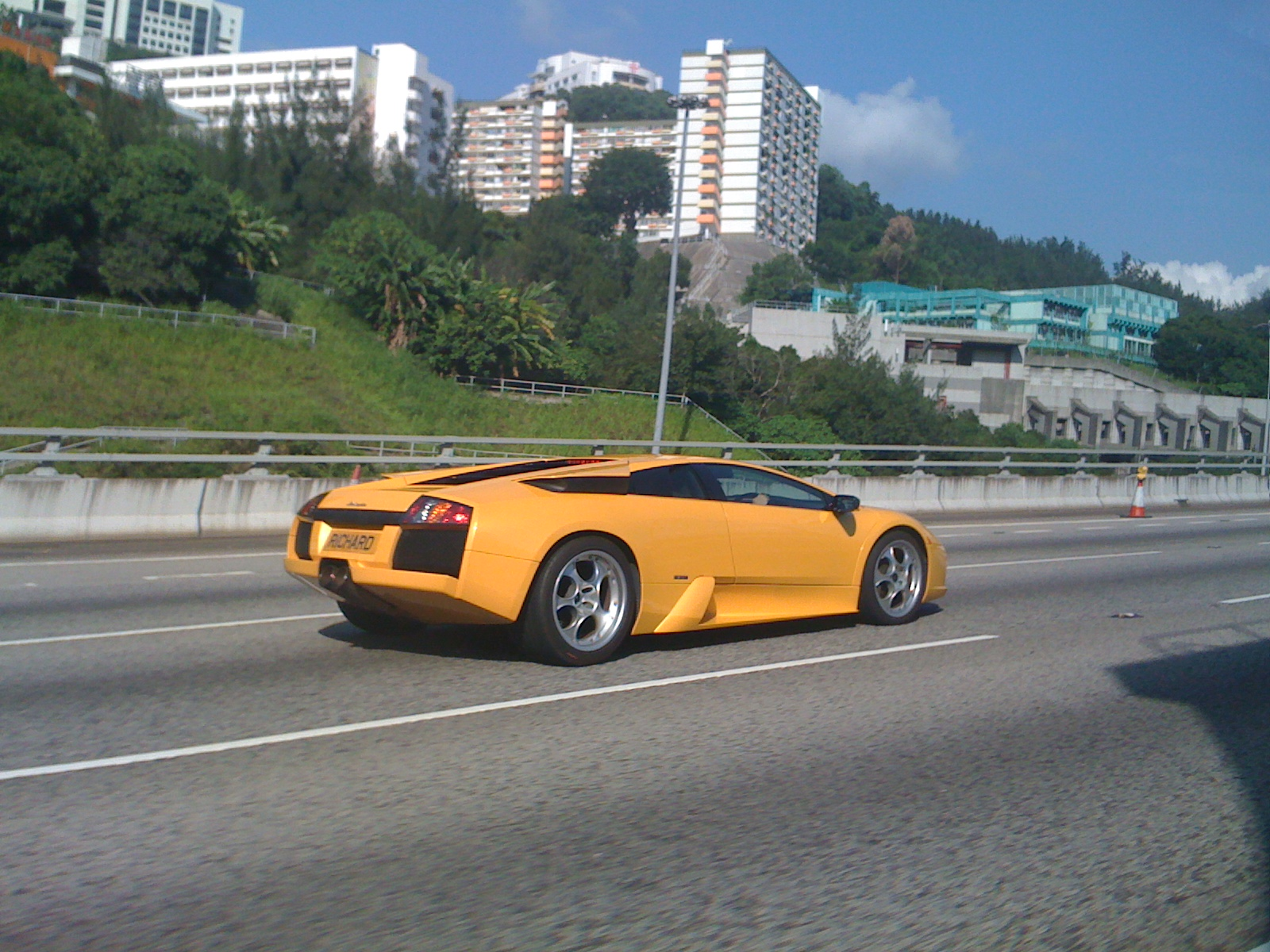
伍經衡其中一架座駕林寶堅尼Murcielago

- 他與家人居於元朗錦繡花園樓高三層的獨立屋[14]。
- 伍經衡的妻子為梁賀琪之姊，亦為其表妹。二人育有一女伍雅愉（Stephanie），是智商達140的資優兒童[15]（於2015年畢業於漢基國際學校[16]，曾於美國塔夫茨大學留學[17][18]，現於杜克大學修讀心理學[19]）。而兩父女平時以英語溝通。
- 伍經衡本人愛好名牌路易威登。[20]他甚至將獨立屋的面積約有五百呎二樓房間用作擺放收藏之用。此外，他亦喜愛收藏其他名牌如普拉達、古馳等產品。[21]
- 他曾在中五會考前與同學到香港島北角上當時仍是補習老師的已故前立法會議員吳明欽的補習課堂[5]。
- 伍經衡的胞弟伍緯衡為一名註冊物理治療師，曾於澳洲珀斯市郊Como工作[22]。

## 參與節目
- 1997年：城市追擊 發達教師三人組（無綫電視）
- 2007年：2007年亞洲小姐競選（亞洲電視）
- 2009年：師奶你好嘢（亞洲電視）
- 2010年：兄弟幫（無綫電視）
- 2012年：盛女愛作戰（無綫電視）
- 2013年：窮富翁大作戰第三輯（香港電台）

### 有關文獻
- 遵理學校 - Richard Eng（页面存档备份，存于）
- 名人親子——教女兒英文有絕招 補習天王伍經衡不講廣東話（页面存档备份，存于）

## 外部連結
- 伍經衡的新浪微博